# 苑川護軍
苑川護軍，十六国时期官名。
西秦时，在国都苑川境内设置苑川護軍（今甘肃省榆中县宛川河流域），属于秦州。《秦汉南北朝官印征存》第九卷有宛川（苑川）護軍章。弘始二年（400年），後秦灭西秦，沿置苑川护军，属于河州。弘始十一年（409年），西秦复国，之后废除苑川護軍。